# Gabriela Pérez del Solar
Gabriela Lourdes Pérez del Solar Cuculiza (Ica, 10 de juliol de 1968), coneguda esportivament com Gaby, és una exjugadora de voleibol, publicista i política peruana.
S'inicià en la pràctica del minibàsquet i, posteriorment, amb tretze anys es formà en la practicà el voleibol en les categories infantils del Bancoper. Fou internacional amb la selecció peruana juvenil, aconseguint un Campionat Sud-americans juvenil (1982). Debutà amb disset anys amb la selecció absoluta destacant la seva participació als Jocs Olímpics de Los Angeles 1984, on finalitzà en quarta posició.

## Palmarès
Selecció peruana
- 1 medalla d'argent als Jocs Olímpics de Seúl 1988
- 1 medalla de bronze als Campionats del Món de voleibol femení (1986)
- 1 medalla d'argent als Jocs Panamericans (1987)
- 1 medalla de bronze als Jocs Panamericans (1983)
- 4 medalles d'or als Campionats Sud-americans de voleibol femení (1985, 1987, 1989, 1993)
- 1 medalla d'argent als Campionats Sud-americans de voleibol femení (1991)